# Pedals de Foc Non Stop
La Pedals de Foc Non Stop és una prova de ciclisme de muntanya d'ultradistància per a aficionats organitzada des de l'any 2006 pel Club Ciclista Pedales del Mundo i considerada una de les més dures del món. Des de l'any 2017 ha acollit el Campionat d'Europa de Bicicleta de Muntanya a la distància Ultramarató.

## Descripció de la prova

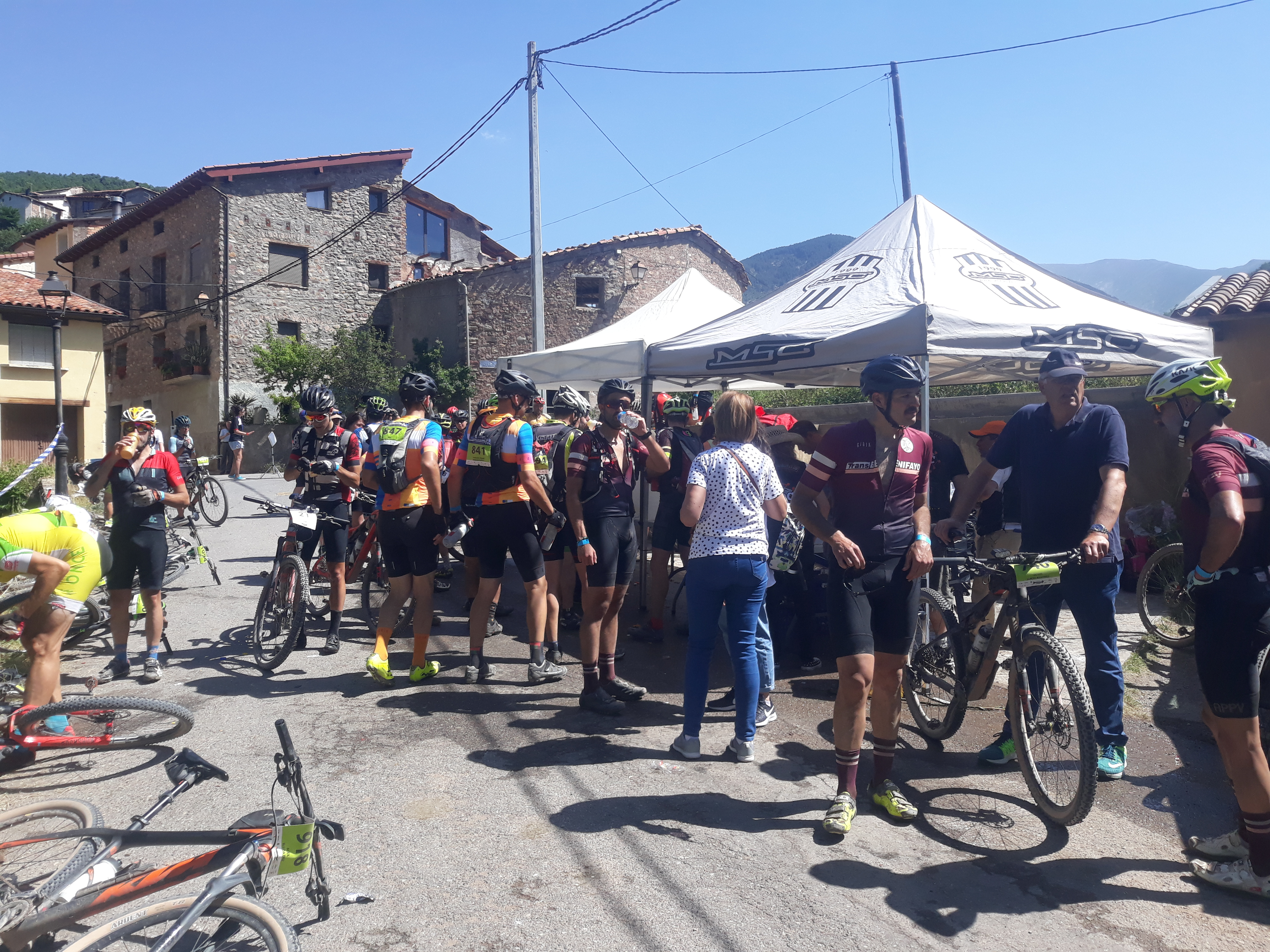
Ciclistes en un avituallament

La Pedals de Foc Non Stop té l'eixida i arribada a meta a Vielha i se celebra l'últim dissabte del mes de juny o primer de juliol. L'hora d'eixida és habitualment a les 5h de la matinada i el recorregut té com a base la Pedals de Foc, recorrent el perímetre del Parc Nacional d'Aigüestortes i Estany de Sant Maurici, passant per la Vall d'Aran i travessant les comarques de l'Alta Ribagorça, el Pallars Jussà i el Pallars Sobirà, resseguint camins, pistes forestals, corriols i trialeres recorrent 213 kms i 6.200m de desnivell positiu acumulats d'una tirada. L'any 2019 hi participaren 1000 ciclistes d'11 països, rècord absolut de la prova en tota la seva història. L'organització exigeix als participants com a material personal durant la prova: manta tèrmica, paravents, telèfon mòbil, GPS, llums a la bici i eines de recanvi. A la Vall d'Aran i als Pirineus, l'organització d'este tipus de proves esportives generen un gran impacte econòmic. El coll de Triador, que s'afronta en la cursa a partir del km 104, és un dels punts més emblemàtics i durs de la prova, portant als ciclistes a 2.083m per passar de la Vall Fosca a la Vall d'Àssua- El primer ciclista en fer el cim s'endú el premi Iñaki Lejarreta, tribut que l'organització brinda cada any al desaparegut ciclista basc.

## Història de l'ultramarató en bicicleta de muntanya

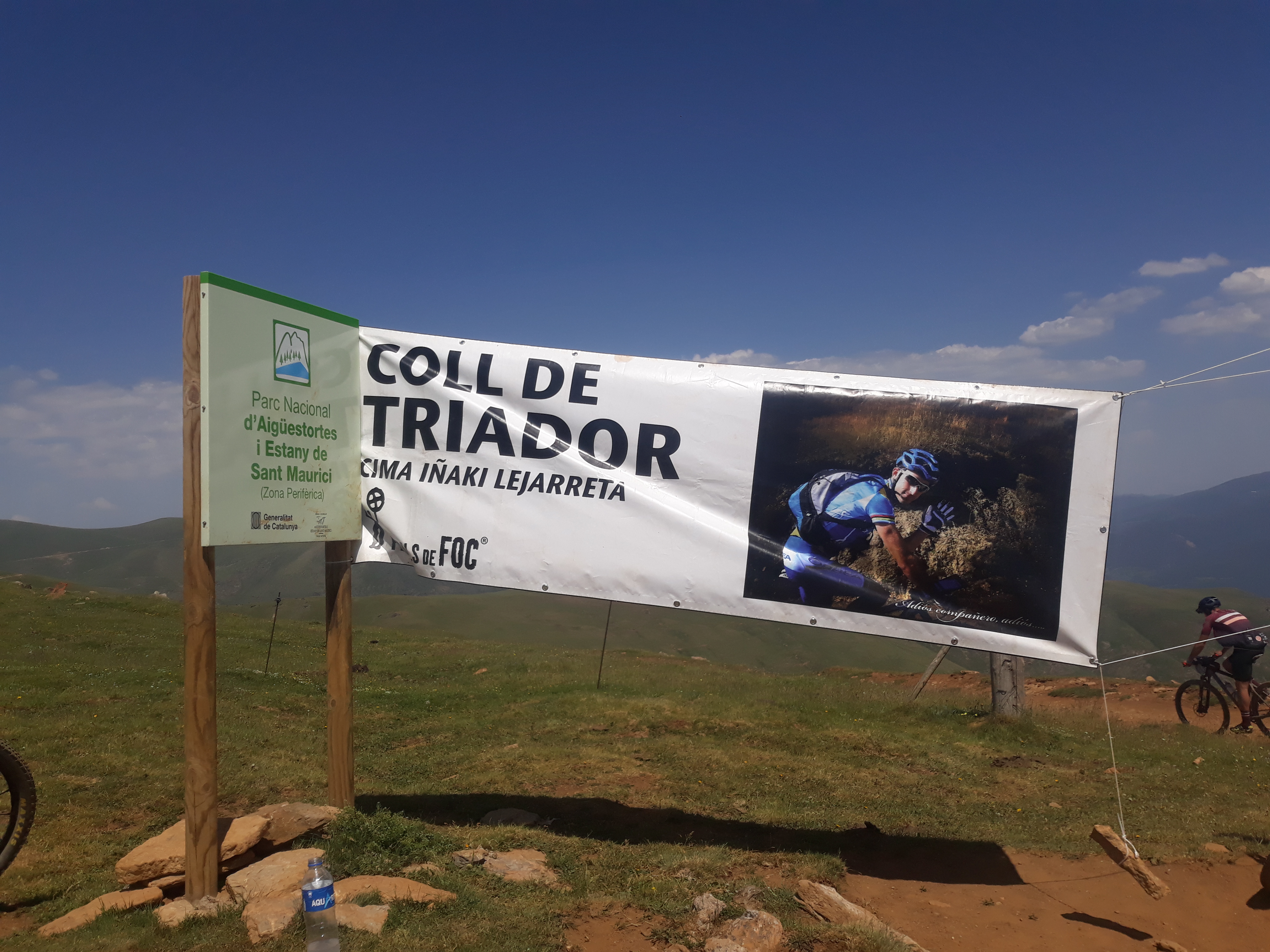
Coll de Triador

Fins a l'any 2014 la distància ultramarató BTT (més de 120 km) no havia estat reconeguda oficialment. Aquell any, la Federació Catalana de Ciclisme ho va fer creant-se les MTB Ultramarathon Series by Pedales del Mundo. Llavors, les primeres proves oficials d'ultramarató en bicicleta de muntanya van ser la 1a Copa Catalana BTT Ultramarató (que constava de les proves Pedals del Cister Non Stop, Llibert Mill MTB Ultramarató i Pedals de Foc Non Stop) i el 1r Campionat de Catalunya de BTT Ultramarató 2014 també durant la 9a edició de la Pedals de Foc Non Stop.
El 2015 la Federació Espanyola de Ciclisme va reconèixer la distància Ultramarató BTT, amb la qual cosa la Pedals de Foc Non Stop va ser aquell any el 1r Campionat d'Espanya de BTT Ultramarató, a més de puntuar per la Copa Catalana i el primer Open d'Espanya BTT Ultramarató, que constava de les proves Ciutat de Lleida STM-MTB Ultramarathon, Matarraña-Aragón MTB Ultramarathon i Pedals de Foc Non Stop.
L'any 2017 la Unió Europea de Ciclisme (UEC) va reconèixer oficialment la distància i la Pedals de Foc Non Stop va ser l'encarregada d'organitzar el primer Campionat d'Europa de BTT Ultramarató, organització que es va repetir el 2018, 2019 i 2021 (el 2020 també ho havia de ser però fou suspesa degut a la pandèmia de Covid19). Es tracta de la prova oficial de BTT ultramarató més important del món, ja que no hi ha mundial.
A partir de 2022, i sense que la prova puntués per cap calendari competitiu oficial, la organització va decidir recuperar un format de categories més semblant al dels orígens, també amb la introducció de les modalitats per parelles, així com recuperar la versió Plata (amb sortida de Torre de Cabdella i final a Vielha).

## Palmarés
| Any  | Categoria masculina                      | Club                                      | Categoria femenina      | Club                    |
| 2024 | Llibert Mill Garcia                      | La Marca CC                               | Anna Bello Recasens     | GER CC                  |
| 2023 | Llibert Mill Garcia                      | La Marca CC                               | Alba Solés Castillón    | Edibikes CC             |
| 2022 | Brandan Márquez Fernandez                | V Bike Team                               | Àngela Castelló         |                         |
| 2021 | Philip Handl                             | Trek Vaude                                | Anna Ramírez Bauxell    | Jufré Vic ETB           |
| 2019 | Llibert Mill Garcia                      | Club Cicles Catalunya                     | Ramona Gabriel Batalla  | Garmin Ixcor            |
| 2018 | Joseba Albizu Lizaso                     | Lagun Onak                                | Clara Fernández Chafer  | Sanferbike CDE          |
| 2017 | Joseba Albizu Lizaso                     | Lagun Onak                                | Sandra Jordà Pasco      | Orbea Sport Club        |
| 2016 | Brandan Márquez Fernandez                | 3&Run Bike Team                           | Ramona Gabriel Batalla  | Scott                   |
| 2015 | Brandan Márquez Fernandez                | 3&Run Bike Team                           | Clàudia Galicia Cotrina | Polar Trek              |
| 2014 | Llibert Mill Garcia                      | CC Pedales del Mundo                      | Emma Roca i Rodríguez   | Buff                    |
| 2013 | Llibert Mill Garcia Israel Núñez Baticon | CC Pedales del Mundo CC Pedales del Mundo | Anna Villar Argente     | Tomás Belles Cannondale |
| 2012 | Llibert Mill Garcia                      |                                           | Mercè Petit i Llop      | Team Blue Motors Ponts  |
| 2011 | Milton Ramos                             |                                           | Núria Lauco             |                         |
| 2010 | Brandan Márquez Fernandez                |                                           | Núria Lauco             |                         |
| 2009 | Llibert Mill Garcia                      |                                           | Núria Lauco             |                         |
| 2008 | Llibert Mill Garcia                      |                                           | Núria Lauco             |                         |
| 2007 | Robert Soley                             |                                           | Noemia Lopes            |                         |
| 2006 | Ramon Sagues                             |                                           |                         |                         |